# 13e étape du Tour de France 2011
Pour un article plus général, voir Tour de France 2011.
La 13e étape du Tour de France 2011 s'est déroulée le vendredi 15 juillet 2011. Elle est partie de Pau et arrivée à Lourdes. Elle a vu la victoire du champion du monde de cyclisme sur route, le Norvégien Thor Hushovd de l'équipe Garmin-Cervélo. Au niveau du général le Français Thomas Voeckler conserve la tête du classement.

## Profil de l'étape
L'étape entre Pau (Pyrénées-Atlantiques) et Lourdes (Hautes-Pyrénées) comporte une seule réelle difficulté majeure, le Col de l'Aubisque, hors-catégorie situé à 42 kilomètres de l'arrivée. En outre, deux côtes de 3e et 4e catégories sont jonchés le long du parcours à 43,5 km et 65 km du départ, en plus du sprint intermédiaire de Bielle (Pyrénées-Atlantiques) après 82,5 km de course.

## Déroulement de la course
Le départ d'étape est marqué par l'abandon de l'Allemand Andreas Klöden (RadioShack). Aucune échappée ne se démarque à l'avant, c'est ainsi que le Belge Jelle Vanendert (Omega Pharma-Lotto) devance le peloton au sommet de la Côte de Cuqueron. Jérémy Roy (FDJ) entreprend de partir en solitaire à l'avant, mais il est vite rejoint par huit autres coureurs : les deux Français David Moncoutié (Cofidis) et Jérôme Pineau (Quick-Step), l'Italien Alessandro Petacchi (Lampre-ISD), le Kazakh Dmitriy Fofonov (Astana), le Néerlandais Maarten Tjallingii (Rabobank), les deux Norvégiens Edvald Boasson Hagen (Sky) et Thor Hushovd (Garmin-Cervélo) et le Russe Vladimir Gusev (Katusha). Jérémy Roy passe en tête au sommet de la Côte de Belair. Boasson Hagen s'impose au sprint intermédiaire de Bielle, l'Espagnol José Joaquín Rojas conclu le sprint du peloton devant le Maillot vert britannique Mark Cavendish.
A Laruns, au pied du Col d'Aubisque, l'échappée possède six minutes d'avance sur le peloton. Un temps parti devant, le champion du monde Thor Hushovd est rattrapé puis dépassé par Jérémy Roy, qui passe en tête au sommet dans un épais brouillard, avec près d'une minute d'avance sur David Moncoutié, deux minutes sur le Norvégien, quatre minutes sur Vladimir Gusev, Jérôme Pineau, Lars Bak et Edvald Boasson Hagen et huit minutes sur le groupe Maillot Jaune. Jérémy Roy finit par être repris par la paire Hushovd - Moncoutié à moins de trois kilomètres de l'arrivée. Le Norvégien reste le plus costaud dans ce final et rejoint Lourdes en vainqueur, avec une avance de neuf secondes sur Moncoutié et vingt-six sur Roy. Le reste de l'ancienne échappée matinale parvient à rallier l'arrivée cinq minutes après le vainqueur. Philippe Gilbert (Omega Pharma-Lotto) et Bauke Mollema (Rabobank), qui avaient attaqué dans l'Aubisque, parviennent à garder une avance importante de 50 secondes sur le peloton pour permettre au Belge d'intégrer le Top 10 du classement général. Le groupe Maillot Jaune arrive plus de huit minutes après le vainqueur du jour. Le Français Thomas Voeckler conserve son Maillot Jaune, tandis que Samuel Sánchez perd son Maillot à pois au profit du Français Jérémy Roy.

## Sprints
| Premier     | Edvald Boasson Hagen | 20 pts. |
| Deuxième    | David Moncoutié      | 17 pts. |
| Troisième   | Vladimir Gusev       | 15 pts. |
| Quatrième   | Dmitriy Fofonov      | 13 pts. |
| Cinquième   | Alessandro Petacchi  | 11 pts. |
| Sixième     | Maarten Tjallingii   | 10 pts. |
| Septième    | Thor Hushovd         | 9 pts.  |
| Huitième    | Jérémy Roy           | 8 pts.  |
| Neuvième    | Lars Ytting Bak      | 7 pts.  |
| Dixième     | Jérôme Pineau        | 6 pts.  |
| Onzième     | José Joaquín Rojas   | 5 pts.  |
| Douzième    | Mark Cavendish       | 4 pts.  |
| Treizième   | Francisco Ventoso    | 3 pts.  |
| Quatorzième | Mickaël Delage       | 2 pts.  |
| Quinzième   | Mark Renshaw         | 1 pt.   |

| Premier     | Thor Hushovd         | 20 pts. |
| Deuxième    | David Moncoutié      | 17 pts. |
| Troisième   | Jérémy Roy           | 15 pts. |
| Quatrième   | Lars Ytting Bak      | 13 pts. |
| Cinquième   | Jérôme Pineau        | 11 pts. |
| Sixième     | Edvald Boasson Hagen | 10 pts. |
| Septième    | Vladimir Gusev       | 9 pts.  |
| Huitième    | Alessandro Petacchi  | 8 pts.  |
| Neuvième    | Maarten Tjallingii   | 7 pts.  |
| Dixième     | Philippe Gilbert     | 6 pts.  |
| Onzième     | Bauke Mollema        | 5 pts.  |
| Douzième    | José Joaquín Rojas   | 4 pts.  |
| Treizième   | Tony Gallopin        | 3 pts.  |
| Quatorzième | Grega Bole           | 2 pts.  |
| Quinzième   | Jelle Vanendert      | 1 pt.   |

## Côtes
| Premier  | Jelle Vanendert | 2 pts. |
| Deuxième | Niki Terpstra   | 1 pt.  |

| Premier | Jérémy Roy | 1 pt. |

| - 3. Col d'Aubisque, Hors catégorie (kilomètre 110) \| Premier \| Jérémy Roy \| 20 pts. \| \| Deuxième \| David Moncoutié \| 16 pts. \| \| Troisième \| Thor Hushovd \| 12 pts. \| \| Quatrième \| Vladimir Gusev \| 8 pts. \| \| Cinquième \| Jérôme Pineau \| 4 pts. \| \| Sixième \| Lars Ytting Bak \| 2 pts. \| |                 |         |
| Premier | Jérémy Roy      | 20 pts. |
| Deuxième | David Moncoutié | 16 pts. |
| Troisième | Thor Hushovd    | 12 pts. |
| Quatrième | Vladimir Gusev  | 8 pts.  |
| Cinquième | Jérôme Pineau   | 4 pts.  |
| Sixième | Lars Ytting Bak | 2 pts.  |

## Classement de l'étape
|    | Coureur              | Pays     | Équipe             | Temps | Temps           |
| -- | -------------------- | -------- | ------------------ | ----- | --------------- |
| 1  | Thor Hushovd         | Norvège  | Garmin-Cervélo     | en    | 3 h 47 min 36 s |
| 2  | David Moncoutié      | France   | Cofidis            | +     | 9 s             |
| 3  | Jérémy Roy           | France   | FDJ                |       | 26 s            |
| 4  | Lars Ytting Bak      | Danemark | HTC-Highroad       |       | 5 min 00 s      |
| 5  | Jérôme Pineau        | France   | Quick Step         |       | 5 min 02 s      |
| 6  | Edvald Boasson Hagen | Norvège  | Sky                |       | 5 min 03 s      |
| 7  | Vladimir Gusev       | Russie   | Katusha            |       | 5 min 08 s      |
| 8  | Alessandro Petacchi  | Italie   | Lampre-ISD         |       | 5 min 16 s      |
| 9  | Maarten Tjallingii   | Pays-Bas | Rabobank           |       | 5 min 16 s      |
| 10 | Philippe Gilbert     | Belgique | Omega Pharma-Lotto |       | 6 min 48 s      |

## Classement général
|    | Coureur          | Pays       | Équipe              | Temps | Temps            |
| -- | ---------------- | ---------- | ------------------- | ----- | ---------------- |
| 1  | Thomas Voeckler  | France     | Europcar            | en    | 55 h 49 min 57 s |
| 2  | Fränk Schleck    | Luxembourg | Leopard-Trek        | +     | 1 min 49 s       |
| 3  | Cadel Evans      | Australie  | BMC Racing          |       | 2 min 06 s       |
| 4  | Andy Schleck     | Luxembourg | Leopard-Trek        |       | 2 min 17 s       |
| 5  | Ivan Basso       | Italie     | Liquigas-Cannondale |       | 3 min 16 s       |
| 6  | Damiano Cunego   | Italie     | Lampre-ISD          |       | 3 min 22 s       |
| 7  | Alberto Contador | Espagne    | Saxo Bank-SunGard   |       | 4 min 00 s       |
| 8  | Samuel Sánchez   | Espagne    | Euskaltel-Euskadi   |       | 4 min 11 s       |
| 9  | Philippe Gilbert | Belgique   | Omega Pharma-Lotto  |       | 4 min 35 s       |
| 10 | Tom Danielson    | États-Unis | Garmin-Cervélo      |       | 4 min 35 s       |

## Classements annexes

### Classement par points
|   | Cycliste           | Pays        | Équipe             | Points |
| - | ------------------ | ----------- | ------------------ | ------ |
| 1 | Mark Cavendish     | Royaume-Uni | HTC-Highroad       | 264    |
| 2 | José Joaquín Rojas | Espagne     | Movistar           | 251    |
| 3 | Philippe Gilbert   | Belgique    | Omega Pharma-Lotto | 240    |

### Classement du meilleur grimpeur
|   | Cycliste        | Pays     | Équipe             | Points |
| - | --------------- | -------- | ------------------ | ------ |
| 1 | Jérémy Roy      | France   | FDJ                | 45     |
| 2 | Samuel Sánchez  | Espagne  | Euskaltel-Euskadi  | 40     |
| 3 | Jelle Vanendert | Belgique | Omega Pharma-Lotto | 34     |

### Classement du meilleur jeune
|   | Cycliste          | Pays     | Équipe  | Temps | Temps            |
| - | ----------------- | -------- | ------- | ----- | ---------------- |
| 1 | Arnold Jeannesson | France   | FDJ     | en    | 55 h 55 min 47 s |
| 2 | Rein Taaramäe     | Estonie  | Cofidis | +     | 1 min 37 s       |
| 3 | Rigoberto Urán    | Colombie | Sky     |       | 2 min 05 s       |

### Classement par équipes
|   | Équipe         | Pays       | Temps | Temps             |
| - | -------------- | ---------- | ----- | ----------------- |
| 1 | Garmin-Cervélo | États-Unis | en    | 166 h 54 min 52 s |
| 2 | Leopard-Trek   | Luxembourg | +     | 5 s               |
| 3 | Europcar       | France     |       | 1 min 25 s        |

## Abandons
- Gert Steegmans (Quick Step) : non-partant à cause d'une fracture du scaphoïde de la main gauche[1].
- Andreas Klöden (RadioShack) : abandon[2].
- Lars Boom (Rabobank) : abandon[3]
- Vladimir Isaychev (Katusha) : abandon[4]